# IGR J11014-6103
IGR J11014-6103 يدعى أيضا سديم المنارة هو نجم نيوتروني نباض هارب من النوع (أ) يقع حاليا في كوكبة القاعدة على بعد حوالي 60 سنة ضوئية من مركز المستعر الأعظم (SNR MSH 11-61A ) ويتحرك بسرعة تتراوح بين 2.5 مليون و 5 ملايين ميل في الساعة.هذة السرعة فوق الصوتية تجعل IGR J1104-6103 أحد أسرع النجوم النابضة المرصودة حتى الآن . كتشف أصلا بواسطة القمر الصناعي إنتغرال التابع لوكالة الفضاء الأوروبية
تنطلق من (IGR J11014-6103) رياح سديمية نبضية ولة أكبر تدفق نسبي يمتد لسافة 37 سنة ضوئية مما يجعلة أطول تدفق مرصود في مجرة درب التبانة.

## الوصف
في البداية، كان يعتقد أن هذا النابض يدور بسرعة ولكن القياسات في وقت لاحق تشير إلى أن معدل الغزل 15.9 Hz فقط معدل الدوران هذا بطيء نسبيا ونقص المواد المتراكمة تشير إلى أن التدفقات ليست مغزلية ولامدعوعة من الدوران ولا المواد المتراكمة. .مصدر هذة التدفقات الحلزونية النسبية الذي تقدر سرعتها بنحو 80٪ من سرعة الضوء غير محجوبة بحطام الانفجار أو مواد متراكمة ولقد رصدت الأشعة السينية ولكن لا يوجد أي دليل مكتشف للأشعة راديوية ولا لقرص مزود.
، وتبدو التدفقات متراصفة مع محور دوران النابض وعمودية على حركتة الحقيقية.وهناك شائبة عند حوالي 1/3 طول التدفق غير مفسرة في الوقت الحاضر ولكن قد تكون راجعة إلى توقف التدفق وعودتة مرة أخرى .قياس الكتلة الدقيقة لهذا النجم قد لا تكون ممكنة وتقديرات درجة الحرارة ليست متاحة بعد. وقد رصدت نجوم نيوترونية أخرى لها تدفقات ذات سرعة عالية للغاية.